# Espectroscopía de emisión atómica

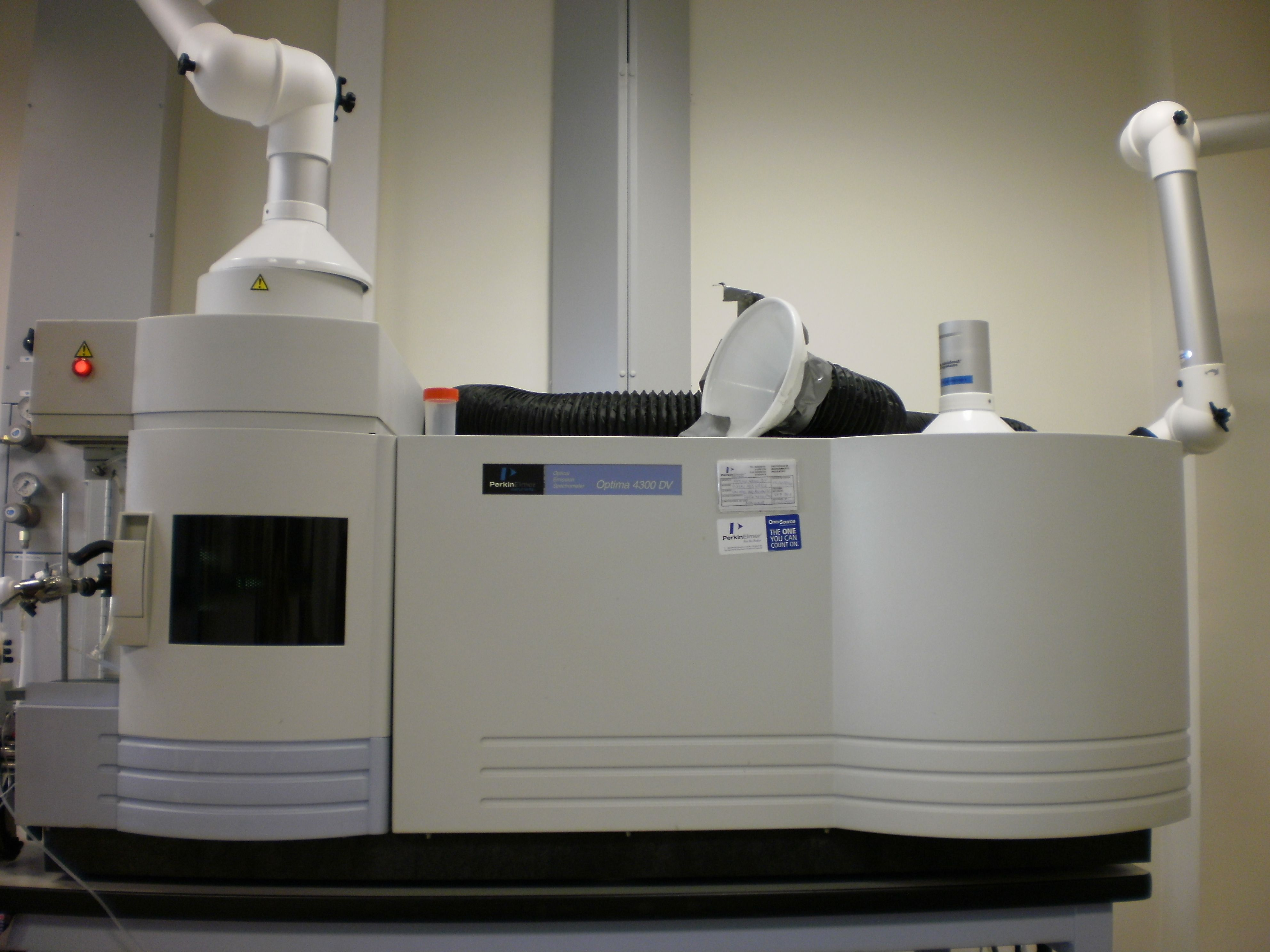
Espectrómetro de emisión atómica de plasma acoplado inductivamente

La espectroscopía de emisión atómica (conocida por sus siglas AES, a partir del inglés, Atomic emission spectroscopy) es un método de análisis químico que utiliza la intensidad de la luz emitida por una llama, un plasma, un arco o chispa eléctricos en una longitud de onda particular para determinar la cantidad de un elemento en una muestra. La longitud de onda es característica de la línea espectral atómica y determina la identidad del elemento, mientras que la intensidad de la luz emitida es proporcional a la cantidad de átomos del elemento.

## Equipo
El análisis por espectroscopía de emisión atómica requiere de un equipo llamado espectrómetro, integrado por las siguientes partes:
- una fuente de ionización o de excitación: en esta parte del equipo se genera la llama, plasma, arco o chispa encargados de llevar la muestra desde un estado basal a un estado excitado;
- un sistema dispersivo, para dispersar la radiación;
- un sistema de detección y análisis, encargado de medir la radiación emitida por los átomos.

## Espectroscopía de emisión de llama

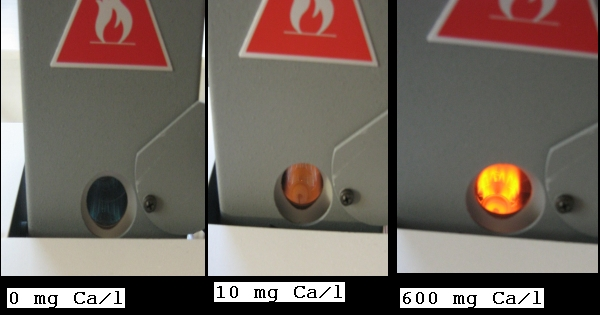
Una llama para la detección de iones de calcio en un fotómetro de llama

Una muestra de un material (analito) se pone en la llama, ya sea como gas, solución pulverizada o directamente insertada en la llama mediante un pequeño bucle de alambre, normalmente de platino. El calor de la llama evapora el solvente y se rompen los enlaces químicos para crear átomos libres. La energía térmica también excita los electrones hasta estados electrónicos de mayor energía que posteriormente emiten luz cuando vuelven al estado fundamental. Cada elemento emite luz con una longitud de onda característica, que es dispersada por una rejilla o un prisma y se detecta en el espectrómetro.
Una aplicación frecuente de la medición de las emisiones con la llama es la regulación de los metales alcalinos para análisis farmacéuticos.

## Espectrometría de emisión atómica de plasma acoplado inductivamente

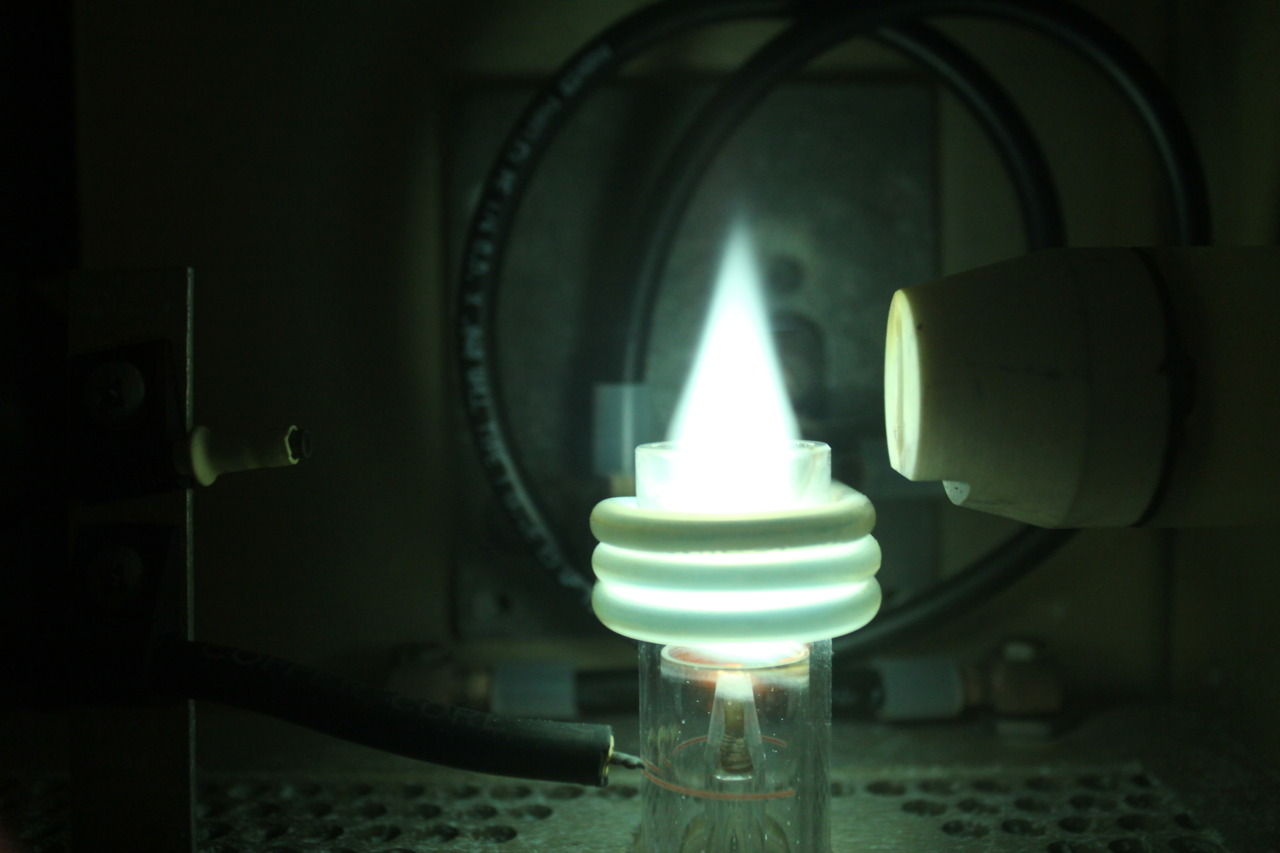
Fuente de emisión atómica de plasma acoplado inductivamente

La espectrometría de emisión atómica de plasma acoplado inductivamente (ICP-OES, Inductively coupled plasma atomic emission spectroscopy) utiliza plasma acoplado inductivamente para producir electrones excitados y iones que emiten radiación electromagnética en longitudes de onda característica de un elemento particular.
Algunas de las ventajas de la ICP-OES son que presenta excelentes límites de detección y un rango dinámico lineal, su capacidad multi-elemento, una baja interferencia química y una señal estable y reproducible. Las desventajas son las interferencias espectrales (muchas líneas de emisión), los gastos y costos de operación y el hecho de que las muestras normalmente deben estar en una solución líquida.

## Espectroscopía de emisión atómica de chispa y arco
La espectroscopía de emisión atómica de descarga electrostática o chispa o arco eléctrico se utiliza para el análisis de elementos metálicos en muestras sólidas. Para los materiales no conductores, la muestra se muele con grafito en polvo para que sea conductora. En los métodos de espectroscopía de arco tradicionales, una muestra del sólido comúnmente se pulveriza y destruye durante el análisis. Un arco eléctrico o chispa se pasa a través de la muestra, calentándola hasta una alta temperatura para excitar los electrones dentro de ella. Los electrones del analito excitados emiten luz en longitudes de onda características que se pueden dispersar con un monocromador y se detectan. En el pasado, las condiciones de chispa o de arco no estaban bien controladas, y el análisis de los elementos de la muestra eran cualitativos. Sin embargo, las modernas fuentes de chispas con descargas controladas pueden ser considerados como análisis cuantitativos. Tanto el análisis cualitativo como el cuantitativo de chispa son ampliamente utilizados para el control de calidad de la producción en las fundiciones y acerías.

## Ventajas y desventajas generales
- Ventajas:

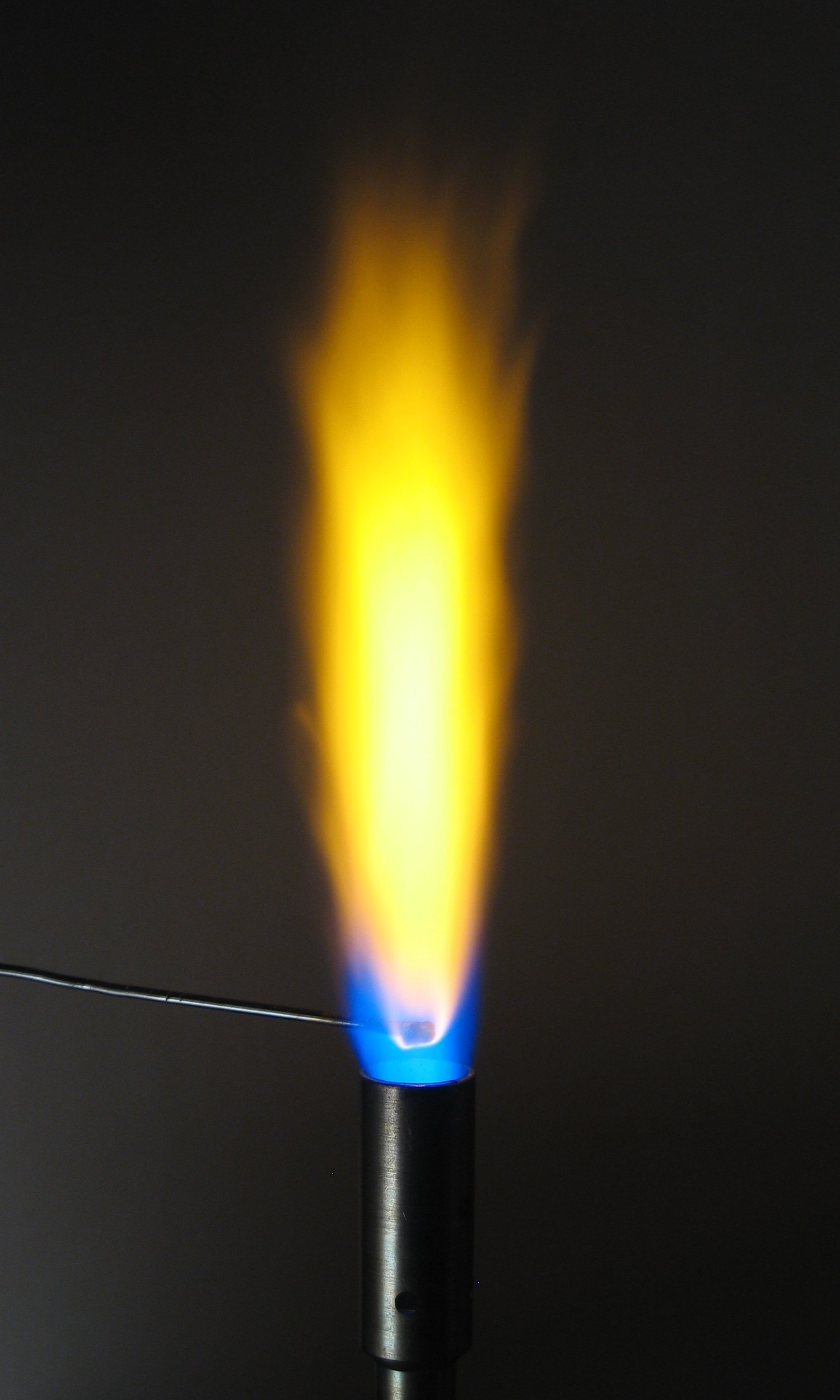
Iones atómicos de sodio que emiten luz en una llama muestran una brillante emisión de color amarillo brillante a una longitud de onda de 588.9950 y 589.5924 nanómetros

- Interferencias diminutas entre elementos;
- Análisis multielemental (no detecta metales alcalinotérreos y el Flúor);
- Registro simultáneo de varios elementos;
- Intervalos de concentración de varios órdenes de magnitud.

- Desventajas:

- Equipos muy caros;
- Mayor coste de operación que la espectroscopia de absorción atómica.

## Aplicaciones
- Agricultura y alimentos;
- Análisis clínicos;
- Geología;
- Análisis de aguas residuales.